# اورکا سون
اِورِکا سِوِن (ژاپنی: 交響詩篇エウレカセブン هپبورن: Kōkyōshihen Eureka Sebun) نام یک مجموعه تلویزیونی انیمه ژاپنی در ژانر مکا، از محصولات استودیوی بونز است. این سری به کارگردانی توموکی کیودا، نویسندگی دای ساتو، طراحی شخصیت‌ها توسط کنیچی یوشیدا، و موسیقی اثر نائوکی ساتو ساخته شده‌است. این مجموعه به تعداد پنجاه قسمت بین آوریل ۲۰۰۵ الی آوریل ۲۰۰۶ از شبکهٔ ام‌بی‌اس کشور ژاپن پخش گردید. بر پایه این سری، شش اقتباس مانگا، یک لایت ناول، سه بازی ویدئویی، و یک فیلم انیمه‌ای بلند محصول سال ۲۰۰۹ ساخته شده‌است. اورکا سون داستان پسری ۱۴ ساله به‌نام رنتون ترستون و گروهِ یاغیِ گِکواِستِیت، رابطهٔ رنتون با دختری خلبان به‌نام اورکا، و راز «کورالیان» است.
اورکا سون در پنجمین مراسم جایزه بهترین انیمه توکیو در سال ۲۰۰۶، به همراه مجموعه‌های «بلک جک» و «موشی‌شی» برنده جایزهٔ بهترین مجموعهٔ تلویزیونی شد. دای ساتو جایزهٔ بهترین فیلم‌نامه و کنیچی یوشیدا جایزهٔ بهترین طراحی شخصیت را برای این مجموعه کسب کردند.

## شخصیت‌ها
- رِنتون تِرستون (レントン Renton)
- اورکا (エウレカ Eureka)
- موریس، مائِتِر، و لینک
- هلند نوواک

## جایزه‌ها
- پنجمین مراسم جایزه انیمه توکیو در سال ۲۰۰۶:[۲]
  - برندهٔ جایزهٔ بهترین مجموعهٔ تلویزیونی
  - برندهٔ جایزهٔ بهترین فیلم‌نامه (دای ساتو)
  - برندهٔ جایزهٔ بهترین طراحی شخصیت (کنیچی یوشیدا)
- دهمین مراسم جایزه انیمیشن کوبه در سال ۲۰۰۵:[۳]
  - جایزهٔ فردی برای کنیچی یوشیدا
- همایش انیمه اکسپو در سال ۲۰۰۶ (SPJA AWARDS)‏:[۴]
  - برندهٔ جایزهٔ بهترین مجموعهٔ تلویزیونی
  - برندهٔ جایزهٔ بهترین شخصیت زن (اورکا)